# Острова Меркьюри
Острова Меркьюри (англ. Mercury Islands) — маленькая группа островов в южной части Тихого океана. Являются территорией Новой Зеландии.

## География
Находятся у северо-восточного побережья Северного острова Новой Зеландии. Они расположены в 8 км от побережья полуострова Коромандел и 35 километрах к северо-востоку от города Фитианга.
Состоят из семи островов (одного большого и нескольких мелких):
- Большой остров (маори Ahuahu)
- Красний остров (маори Whakau)
- Зелёный остров
- Остров Корапуки
- Средний остров (маори Aitu)
- Остров Стенли (маори Kawhitu)
- Остров Дубл (маори Moturehu)

Большой остров населён и находится в частной собственности, остальные безлюдны и являются частью природного заповедника.